# اندرسون (آلاباما)
اندرسون  شهری است در ایالت آلاباما در کشور آمریکا.

## مکان
اندرسون در موقعیت () قرار دارد.
با توجه به اطلاعات اداره آمار آمریکا مساحت آن در حدود ۳٫۳ کیلومترمربع است.

## مردم‌شناسی
با توجه به آمار سال ۲۰۰۰ جمعیت آن ۳۵۴ نفر، ۱۴۸ خانواده در آن ساکن هستند.
تعداد ۱۷۴ واحد خانه در هر مساحت تقریبی (۵۲،۱akm²) قرار دارد.
۲۶% درصد از خانواده‌های فرزند زیر ۱۸ سال داشتند که از این تعداد ۶۳،۵% درصد زوج بوده و ۶،۱% درصد زنان بدون شوهر و ۲۷،۷% درصد نیز غیر خانواده بودند.
متوسط درآمد یک خانواده در حدود ۳۰،۹۶۲ دلار آمریکا است و زنان درآمد متوسط ۲۸،۱۲۵ دلار آمریکا و مردان درآمد متوسط ۲۸،۳۳۳ دلار آمریکا بدست می‌آورند.